# Dolmen du Roc de l'Home mort
Le dolmen du Roc de l'Home mort  est un dolmen situé à Ria-Sirach, dans le département français des Pyrénées-Orientales.

## Historique
Le dolmen a été découvert par Jean Abélanet en 1966.

## Description
Le dolmen est ruiné. La table de couverture est une grande dalle (2,20 m de long sur 0,85 m de large) en schiste comportant plusieurs cupules et une croix gravée. Une autre petite dalle (1,20 m de long sur 0,60 m de large) de même nature et de même épaisseur (0,20 m) comportant également 3 cupules pourrait correspondre à un fragment de la table de couverture qui aurait été volontairement fracturée par des chercheurs de trésor. Le dolmen ouvrait probablement au sud-est. Le tumulus est de forme globalement circulaire, il comprend un mur rectiligne dont l'ancienneté est incertaine le secteur ayant fait l'objet d'une mise en culture ultérieure.